# Холлимаунт
Холлимаунт (англ. Hollymount; ирл. Maolla) — деревня в Ирландии, находится в графстве Мейо (провинция Коннахт) у региональной трассы R331.
Местная железнодорожная станция была открыта 1 ноября 1892 года, закрыта для пассажиропотока 1 июня 1930 года, и окончательно закрыта — 1 января 1960 года.